# Franz Künstler (politico)
Franz Künstler (Berlino, 13 maggio 1888 – Berlino, 10 settembre 1942) è stato un politico e sindacalista tedesco.
Esponente della corrente di sinistra del Partito Socialdemocratico di Germania (SPD), fu dapprima critico verso la politica del partito negli ultimi anni della Repubblica di Weimar e poi un oppositore del regime nazista, da cui fu perseguitato fino alla morte.

## Origini e inizio della carriera politica
Künstler lavorò come apprendista installatore di macchinari dal 1902 al 1906, anno in cui entrò a far parte ella Deutsche Metallarbeiter-Verband (DMV), l'associazione tedesca dei metalmeccanici. Nel 1907, all'età di diciotto anni, si iscrisse al Partito Socialdemocratico di Germania (SPD). Fu anche attivo nell'associazione degli apprendisti e dei giovani operai di Berlino e dintorni, di cui fu presidente dall'agosto 1909 fino allo scioglimento nel 1910, e nella società corale "Jugend".
In seguito all'inizio della prima guerra mondiale nel 1914 rifiutò la politica di tregua dell'SPD e il 1º maggio 1916 partecipò alla manifestazione contro la guerra organizzata dagli spartachisti a Potsdamer Platz, durante la quale Karl Liebknecht fu arrestato. Künstler fu arruolato subito dopo e prestò servizio come militare fino al 1918. Al suo ritorno si iscrisse al Partito Socialdemocratico Indipendente di Germania (USPD), militando inizialmente nella sua corrente di sinistra. Nel novembre 1918 divenne membro del Consiglio dei soldati e prese parte al Congresso dei soldati del fronte a Bad Ems e al 1° Reichsrätekongress (Congresso federale dei lavoratori e dei soldati) a Berlino.
Il 13 febbraio 1919 Künstler divenne consigliere comunale di Neukölln, venendo eletto vicesindaco dal consiglio comunale il 31 marzo. Ricoprì la carica di consigliere comunale fino alla fusione di Neukölln con Berlino il 1º ottobre 1920, senza candidarsi al consiglio comunale di Berlino nel 1920. Dal 1919 al 1922 lavorò come segretario a tempo pieno della DMV a Berlino e nello stesso periodo fu membro del comitato esecutivo dell'USPD. Nel 1922, insieme alla maggior parte dei restanti membri dell'USPD, tornò nell'SPD e al congresso di unificazione tenutosi a Norimberga fu eletto membro del comitato esecutivo del Partito Socialdemocratico Unificato di Germania (VSPD). Mentre altri importanti ex membri dell'USPD, come Arthur Crispien, Rudolf Hilferding e Wilhelm Dittmann, si avvicinarono rapidamente all'ala destra dell'SPD, Künstler divenne un portavoce dell'ala sinistra del partito. Tuttavia, come Siegfried Aufhäuser, evitò un intenso coinvolgimento nella direzione della corrente, lasciandola a Paul Levi, Max Seydewitz e Kurt Rosenfeld. Fu nominato prima vicepresidente (25 febbraio 1923) e poi presidente (21 ottobre 1923) della sezione socialdemocratica della Grande Berlino. Nel giugno 1924 non fu rieletto al comitato esecutivo del partito al congresso di Berlino.

## Deputato al Reichstag
Dal 1920 al maggio 1924 e dal dicembre 1924 al 1933 Künstler fu membro del Reichstag. Fu uno dei critici della politica di coalizione socialdemocratica, ribellandosi nell'agosto 1923 all'appoggio del partito al governo di Gustav Stresemann. Nel 1926 sostenne la partecipazione attiva dell'SPD alla campagna per l'espropriazione dei principi.
Il 16 dicembre 1926 il politico socialdemocratico Philipp Scheidemann denunciò in un discorso al Reichstag il riarmo illegale della Reichswehr e la sua cooperazione con l'Armata Rossa. Pochi giorni prima, il Manchester Guardian aveva pubblicato due articoli sui legami tra la Reichswehr, l'azienda costruttrice di aerei Junkers e il governo sovietico (piloti tedeschi venivano addestrati in una scuola militare presso la città russa di Lipeck). In questo contesto, l'11 gennaio 1927 il quotidiano socialdemocratico Vorwärts pubblicò un'intervista di Künstler a due operai socialdemocratici che avevano lavorato in una fabbrica di gas velenosi a Trock nella prima metà del 1926. Nel maggio 1929 Künstler respinse le linee guida sulla politica di difesa adottate dal Congresso del partito tenutosi a Magdeburgo. Il 14 dicembre 1929, come atto dimostrativo, si astenne dal voto sulla questione di fiducia posta dal cancelliere Hermann Müller al Reichstag.

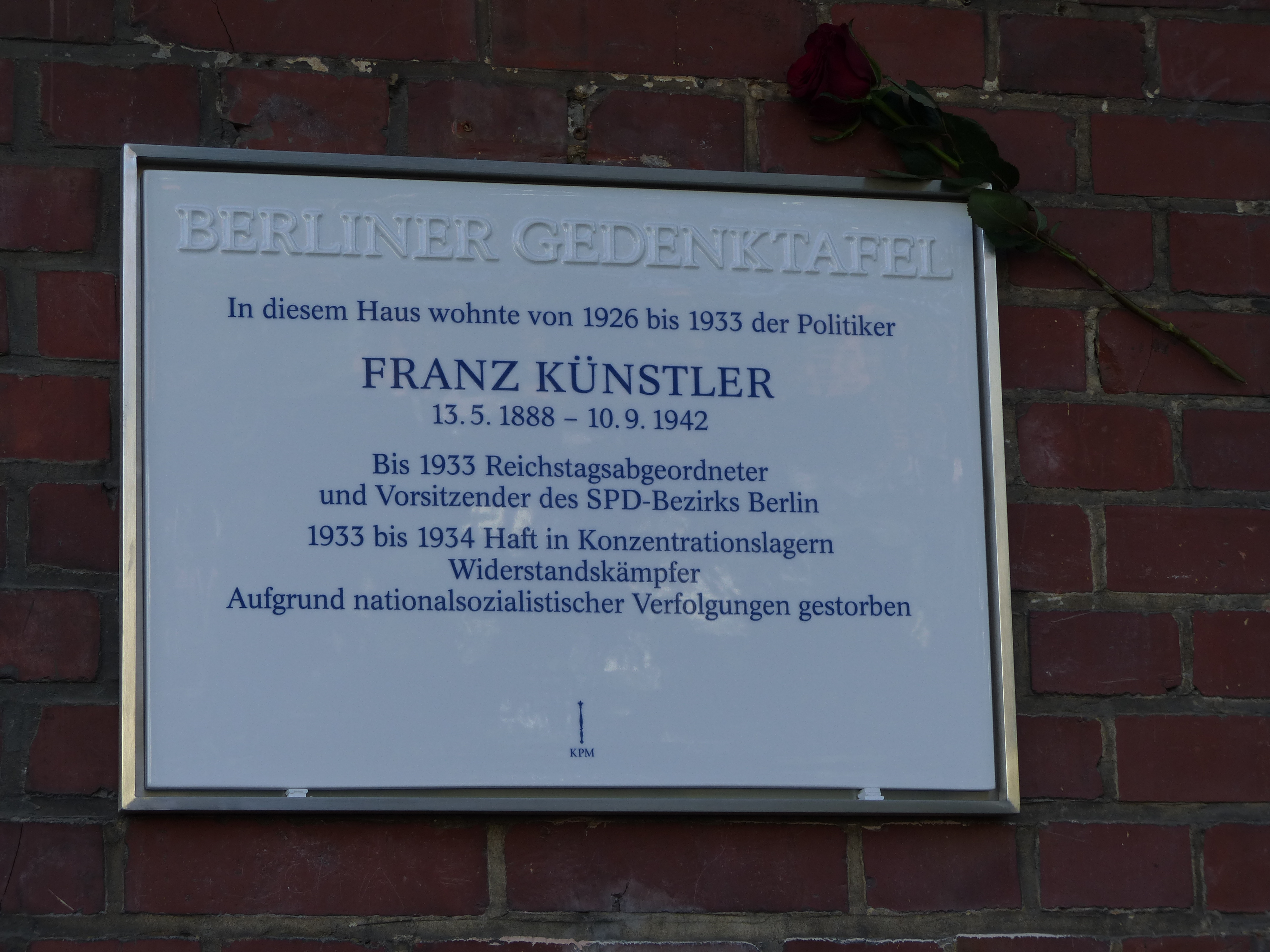
Targa commemorativa presso l'abitazione in cui Künstler visse dal 1926 al 1933, Neukölln, Weigandufer 16

Dal 1930 Künstler si pronunciò contro la politica di "tolleranza" parlamentare (Tolerierungspolitik) tenuta dall'SPD nei confronti del governo Brüning, ma rifiutò di aderire al Partito Socialista dei Lavoratori di Germania (SAP), fondato nel 1931 su iniziativa dei membri dell'opposizione socialdemocratica al Reichstag, e impedì che una parte significativa dei militanti della sezione berlinese del partito, perlopiù appartenenti all'ala sinistra, passasse alla nuova formazione politica. Sotto la guida di Künstler il numero dei membri dell'SPD di Berlino crebbe fino al 1933, diversamente da quanto avvenne nelle altre grandi città. In opposizione alla linea di sinistra di Künstler maggioritaria nella sezione berlinese, si formò intorno a Kurt Heinig un gruppo di destra che difendeva la linea della direzione del partito.
Il 14 giugno e di nuovo il 9 luglio 1932, senza previa consultazione con la dirigenza SPD, Künstler propose al Partito Comunista di Germania (KPD) di cessare almeno a Berlino gli scontri e le polemiche tra i due partiti di sinistra. A tal fine ebbe un colloquio con Walter Ulbricht, capo della sezione del KPD di Berlino-Brandeburgo-Lusazia-Grenzmark. Fu organizzato un incontro tra i due partiti, ma non ebbe luogo.
Dopo il 30 gennaio 1933, giorno della presa del potere dei nazisti, Künstler si unì al gruppo di Friedrich Stampfer e Karl Litke, che sosteneva una "tregua" con il KPD, ma non riuscì a vincere le resistenze della cerchia di Otto Wels e Hans Vogel. Subito dopo l'incendio del Reichstag, Künstler incontrò un corriere della direzione del KPD presso la sede del Vorwärts e lo informò, a nome di Otto Wels, che l'SPD considerava "inopportuna" un'azione congiunta dei due partiti. Il 26 aprile 1933 la Conferenza federale dell'SPD elesse Künstler alla direzione del partito.
Quando, il 10 giugno 1933, i membri del gruppo parlamentare socialdemocratico si riunirono a Berlino per quello che si rivelò essere l'ultimo incontro, si sviluppò un'accesa discussione tra la minoranza intorno a Künstler e Georg Dietrich e la maggioranza intorno a Paul Löbe. Künstler sostenne che la politica seguita dall'SPD nei cinque anni precedenti era stata totalmente sbagliata e rappresentava la causa principale della catastrofica sconfitta del movimento operaio; si ribellò sia alla politica di rigida legalità di Löbe che alla linea del gruppo di Wels, che nel frattempo era andato in esilio. Il 19 giugno 1933, dopo che molti membri della direzione del partito erano emigrati, Künstler formò una nuova direzione con Paul Löbe, Johannes Stelling, Erich Rinner, Max Westphal e Paul Szillat.

## Persecuzione e morte
Dopo che l'SPD fu bandito il 22 giugno 1933, Künstler fu arrestato due giorni dopo e in seguito imprigionato, malmenato e trattenuto nel quartier generale della polizia di Berlino ad Alexanderplatz, nel carcere di Spandau, nel campo di concentramento di Oranienburg e infine nel suo sottocampo di Blumberg. Nel settembre 1934 fu licenziato e trovò lavoro come installatore di macchinari in una piccola fabbrica a Berlino-Neukölln. Nel 1935 Künstler tenne l'orazione funebre per l'ex consigliere comunale Paul Robinson e fu arrestato dagli agenti della Gestapo che si occupavano della sepoltura. Sebbene già gravemente malato, Künstler svolse un ruolo di primo piano nei tentativi di creare un'organizzazione socialdemocratica clandestina a Berlino. Mantenne stretti contatti con il gruppo Deutsche Volksfront di Otto Braß, ma cercò anche di entrare in contatto con i membri del KPD che operavano clandestinamente. Il 23 luglio Künstler fu arrestato dalla Gestapo sull'isola di Hiddensee, tra l'altro con l'accusa di aver partecipato alla riorganizzazione clandestina dell'SPD. Fu quindi trattenuto e interrogato nella prigione della Gestapo in Prinz-Albrecht-Strasse 8 a Berlino fino al 28 novembre 1938.
Nonostante la sua grave malattia cardiaca, cronica dal 1934, nel settembre 1939 Künstler fu arruolato come facchino per un servizio militare a Berlino-Tempelhof. Il 10 settembre 1942 crollò morto per strada, completamente esausto. Da mille a tremila persone, compresi soldati della Wehrmacht in uniforme, accompagnarono la salma di Franz Künstler al cimitero di Baumschulenweg. Il funerale di Künstler è stato definito dallo storico Joachim Fest «l'ultima manifestazione di massa contro il dominio di Hitler».